# Ginette Ravel
Pour les articles homonymes, voir Ravel (homonymie).
 (février 2022).
Ginette Ravel née Marie Thérèse Ginette Gravel à Joliette le 6 octobre 1940 et morte le 17 février 2022  est une chanteuse québécoise.

## Biographie
Ginette Ravel étudie très jeune le piano et suit des cours d'art dramatique et de diction. Elle déménage à Montréal avec ses parents à l'âge de 8 ans.
Elle commence sa carrière de chanteuse en 1958 au Cabaret La Cave avec Marc Gélinas et Rod Tremblay. Elle fait aussi la connaissance de Paolo Noël qui a été sa première flamme et son guide à ses débuts dans le métier.
Elle gagne le trophée de la chanteuse la plus méritante de 1958-1959.
Elle connaît un succès rapide étant invitée à plusieurs émissions télévisées (entre autres, avec Lucille Dumont, à sa dernière émission À la romance).
Son premier disque 33 tours, Tu te souviendras de moi, lui mérite le disque d’or la même année. L'enregistrement lui vaut un trophée au Grand prix du disque canadien de la radio montréalaise de CKAC en 1961. Dans les années qui suivent, elle connaît plusieurs succès avec des chansons telles Quand le soleil était là, Demain tu te maries (arrête, arrête, ne me touche pas), Plus je t'entends d'Alain Barrière, La Mama de Charles Aznavour, etc. Au début de 1963, elle anime l’émission Avec une chanson (CFTM, Montréal) puis remporte de nouveau le Prix du disque canadien de CKAC avec le disque microsillon L’amour c’est comme un jour.
Elle séjourne un an à Paris, où elle se produit dans différentes boîtes de la Rive gauche dont l'Échelle de Jacob tenue par Suzy Lebrun. Elle y chantera pendant six mois. En 1966, elle se produit à guichet fermé pendant une semaine à La Comédie canadienne (aujourd'hui, le Théâtre du nouveau monde) et fait une tournée québécoise à guichet fermé partout où elle passe. Le spectacle de 1966 a été enregistré en un microsillon double et fut très populaire. En 1966, elle anime avec son mari Pierre Marcotte l’émission À la catalogne (CFTM). Ils s'étaient mariés en 1964 et eurent un garçon, Pascal. Elle triomphe à nouveau l’année suivante au pavillon du Canada de l’Expo 67 de Montréal. Elle commence cependant à avoir un sérieux problème de dépendance à l'alcool.
En 1968, elle donne un récital à la Place des Arts de Montréal en compagnie de Jacques Michel (qui écrira aussi des chansons pour elle) et connaît un nouveau succès avec la chanson En suivant l’étoile, qu’elle interprète avec Marc Gélinas. La même année, elle remporte le 2e prix du Festival de Sopot (Pologne) avec Je reviens chez nous de Jean-Pierre Ferland.
Elle fait de nombreux voyages en Europe jusqu’en 1986. Elle y donne des conférences sur l'alcoolisme et la spiritualité, en plus de concerts en France, en Allemagne, en Belgique et en Suisse.
En 1979, elle présente à la Place des Arts un spectacle intitulé Encore une histoire d’amour avant d’enregistrer un dernier disque 33 tours de chansons spirituelles en 1980, La vérité.
Elle a aussi écrit cinq livres sur ses expériences de vie : Je vis mon alcoolisme, Vivre 24 heures à la fois, La cuisine du cœur, Entre l'amour et l'amitié et J'ai vaincu la dépression et échappé au suicide.
Au cours de sa carrière, Ginette Ravel a enregistré une quinzaine de disques 33 tours ainsi qu’une cinquantaine de 45 tours.
Pendant sept ans, Ginette Ravel fera du journalisme pour les magazines de Claude G. Charron. Elle rencontrera les plus grandes personnalités en entrevues, dont Martin Gray, Juliette Greco, Serge Reggiani, Robert Bourassa, Gilbert Bécaud, Yves Duteil, Petula Clark, Jean-Paul Belmondo, Céline Dion, etc.
Ginette Ravel donne son dernier récital-conférence en France, à La Roche-sur-Yon, en 1986.

## Discographie

### Albums
- 1961 : Tu te souviendras de moi
- 1962 : L'amour, c'est comme un jour
- 1964 : Avec amour
- 1966 : Hourrah !
- 1967 : À ta santé, la Terre
- 1969 : J'irai par le monde
- 1970 : Ginette Ravel (Un jour pour nous)
- 1980 : La vérité

### Compilations
- 1965 : Mes grands succès
- 1968 : Succès souvenirs
- 1969 : Succès souvenirs, Vol. 2
- 1970 : Succès souvenirs, Vol. 3

### En concert
- 1966 : À la Comédie-Canadienne
- 1968 : Ginette Ravel au Théâtre Maisonneuve

## Sources
- « Ginette Ravel », sur l'Encyclopédie canadienne
- « Ginette Ravel », sur coffreauxsouvenirs.starquebec.net
- « Ginette Ravel », sur www.leparolier.org
- « Ginette Ravel », sur biographiesartistesquebecois.com
- « Ginette Ravel », sur retrojeunesse60.com